# Балка Сирова
Балка Сирова, Сировський Яр — балка (річка) в Україні у Любашівському, Кривоозерському й Врадіївському районах Одеської й Миколаївської областей. Права притока річки Кодими (басейн Південного Бугу).

## Опис
Довжина балки приблизно 24,24 км, найкоротша відстань між витоком і гирлом — 20,76 км, коефіцієнт звивистості річки — 1,17. Формується декількома струмками та загатами. На деяких ділянках балка пересихає.

## Розташування
Бере початок на південно-західній околиці села Іванівки. Тече переважно на північний схід через село Сирове і впадає в річку Кодиму, праву притоку Південного Бугу.

## Цікаві факти
- Посередині балку перетинає автошлях М05[2] (автомобільний шлях міжнародного значення на території України, Київ — Одеса. Проходить територією Київської, Черкаської, Кіровоградської, Миколаївської та Одеської областей.).
- У XX столітті на балці існували молочно,- птахо-тваринні ферми (МТФ, ПТФ), газгольдери та газові свердловини[3].